# Cryptocoryne
Genre
Classification phylogénétique
Cryptocoryne est un genre de plantes aquatiques monocotylédones de la famille des Araceae. Il regroupe environ 50 à 60 espèces que l'on trouve à l'état naturel dans les régions tropicales de l'Asie du Sud-Est, de l'Asie du Sud et de la Nouvelle-Guinée.
L'habitat des Cryptocoryne se situe essentiellement dans les ruisseaux et rivières au courant pas  trop fort, dans les plaines forestières. Elles peuvent aussi vivre dans les mares des forêts inondables ou sur les berges submergées par les hautes eaux.

## Historique
La première espèce de Cryptocoryne a été décrite en 1779 sous le nom de Arum spirale par Retzius. Le genre a été décrit par Fischer en 1828. Néanmoins la classification scientifique des Cryptocoryne est très compliquée et il y a différents avis à ce sujet. Lagenandra est un autre genre très proche des Cryptocoryne.

## Étymologie
Le nom Cryptocoryne vient du latin crypto, signifiant « caché », et du grec koryne faisant référence au bouton de la fleur.
Bien que le nom scientifique correct du genre soit Cryptocoryne, elles sont souvent désignées par le diminutif « Crypto », notamment chez les aquariophiles. Le nom anglais water trumpet (trompette d'eau) fait référence à leur inflorescence, un spadice entouré d'un spathe (typique de cette famille), qui ressemble à une trompette.

## Liste d'espèces
La liste est longue, surtout lorsqu'on prend en compte les variétés géographiques.
- Cryptocoryne affinis
- Cryptocoryne aponogetifolia
- Cryptocoryne auriculata
- Cryptocoryne beckettii
- Cryptocoryne blassii de Wit, Thaïlande[2]
- Cryptocoryne bogneri
- Cryptocoryne bullosa
- Cryptocoryne ciliata
- Cryptocoryne cognata
- Cryptocoryne cordata
- Cryptocoryne crispatula
- Cryptocoryne dewitii
- Cryptocoryne griffithii
- Cryptocoryne lingua
- Cryptocoryne longicauda
- Cryptocoryne minima
- Cryptocoryne nevilii
- Cryptocoryne pontederiifolia
- Cryptocoryne purpurea
- Cryptocoryne retrospiralis
- Cryptocoryne spiralis (Retz.) Fisch. ex Wydler
- Cryptocoryne thwaitesii
- Cryptocoryne undulata
- Cryptocoryne usteriana
- Cryptocoryne walkeri
- Cryptocoryne wendtii de Wit
- Cryptocoryne willisii

## Culture
Certaines Cryptocoryne sont des plantes d'aquarium populaires parmi les plus répandues et les mieux connues. Les plantes immergées ont une reproduction végétative, les plantes cultivées à l'air libre pourront fleurir et faire l'objet d'une reproduction sexuée. De nombreuses espèces sont uniquement cultivées par des experts spécialisés et sont très difficiles à maintenir, ou ne font l'objet d'aucune culture. Certaines sont des espèces menacées par la disparition de leur habitat. À l'inverse, certaines Cryptocoryne (comme Cryptocoryne beckettii) sont des plantes d'aquarium très communes, faciles à faire pousser, au point qu'elles sont devenues invasives après leur introduction en Floride.
Certaines Cryptocoryne sont parmi les plus faciles à maintenir (en fait des espèces comme Cryptocoryne wendtii sont réputées comme étant les plus polyvalentes des plantes d'aquarium) ; elles demandent une lumière faible à modérée (mais peuvent pousser plus vite sous une lumière plus intense), une gamme de température autour de 20 à 33 °C, et un pH légèrement acide ou neutre, même si elles peuvent aussi s'adapter à un pH plus élevé. Contrairement à ce qui est souvent dit par les aquariophiles, elles prospèrent bien dans les eaux calcaires. Beaucoup d'aquariums modernes seront probablement trop éclairés pour que des « Crypto » y prospèrent.
Les plantes du genre Cryptocoryne, dont la distribution s'étend de l'Inde à la Nouvelle-Guinée, poussent dans des conditions très variables. Certaines sont des plantes aimant vraiment l'acidité, comme Cryptocoryne grabowski que l'on trouve dans les tourbières à Bornéo, alors que d'autres, comme Cryptocoryne balansae et Cryptocoryne pontiderifolia, poussent plutôt dans des cours d'eau à fond calcaire à l'eau dure et alcaline. Une espèce, Cryptocoryne ciliata, se rencontre même en eau saumâtre dans certaines zones. C'est l'une des rares plantes d'aquarium qui tolère des concentrations de sel qui tueraient la plupart des autres plantes d'aquarium.
Jacobsen a réalisé une large révision et beaucoup des noms auxquels les aquariophiles sont habitués ont été changés. Les Cryptocoryne ont aussi une tendance à s'hybrider librement dans la nature, ce qui rend ardue la taxinomie. Une multitude d'espèces que l'on trouve dans la nature sont en fait des espèces hybrides. En ajoutant à cela le fait que certaines espèces ont une multitude de cultivars (ou variétés) et qu'elles peuvent uniquement être identifiées par leur inflorescence (et elles fleurissent rarement en aquarium), cela rend difficile toute identification basée sur leur apparence.
Les Cryptocoryne sont utilisées en aquariophilie depuis la fin du XVIIIe siècle, même si jusque dans les années 60, on en connaissait qu'une poignée d'espèces. Avant cette période, elles n'étaient pas vraiment communes.
Chaque année, plusieurs nouvelles espèces sont découvertes, en raison de l'intérêt qu'elles suscitent et l'augmentation du nombre d'expéditions de collectes privées.
Elles ont maintenant une importance commerciale dans le commerce animalier et se sont installées dans la nature aux États-Unis, en Jamaïque et dans d'autres pays. Le Texas et la Floride ont tous deux des populations bien établies et elles y sont considérées comme invasives, sans aucun moyen de contrôle.

## Perte des feuilles
Quand on plante de nouvelles Cryptocoryne dans un aquarium, on rencontre souvent un phénomène appelé crypt melt en anglais : la plante perd toutes ses feuilles. En français, on parle de pourriture des Cryptocoryne. À cela deux raisons possibles :
- le changement brutal d'environnement perturbe la plante qui peut mettre jusqu'à trente jours pour s'installer et que de nouvelles pousses apparaissent. Les plus expérimentés préconisent de ne pas planter de Cryptocoryne dans un aquarium installé depuis moins de trois mois.
- dans la nature elles poussent sous l'eau mais dans les pépinières asiatiques où elles sont produites, elles sont souvent cultivées à l'air libre. De fait la perte de feuilles apparaîtrait lors du passage entre les conditions émergées à immergées. Il y a récemment une tendance de ces pépinières à envoyer les Cryptocoryne sous forme de rhizomes (sans les feuilles) pour réduire les coûts d'expédition et parce que les feuilles tomberont de toute façon une fois plantée dans l'aquarium.

D'autres sources insistent sur la nécessité de changer régulièrement l'eau de l'aquarium pour éviter l'accumulation de nitrates qui pourraient être un déclencheur de ce phénomène (souvent considéré comme une maladie). D'autres pistes sont également envisagées.

## Galerie

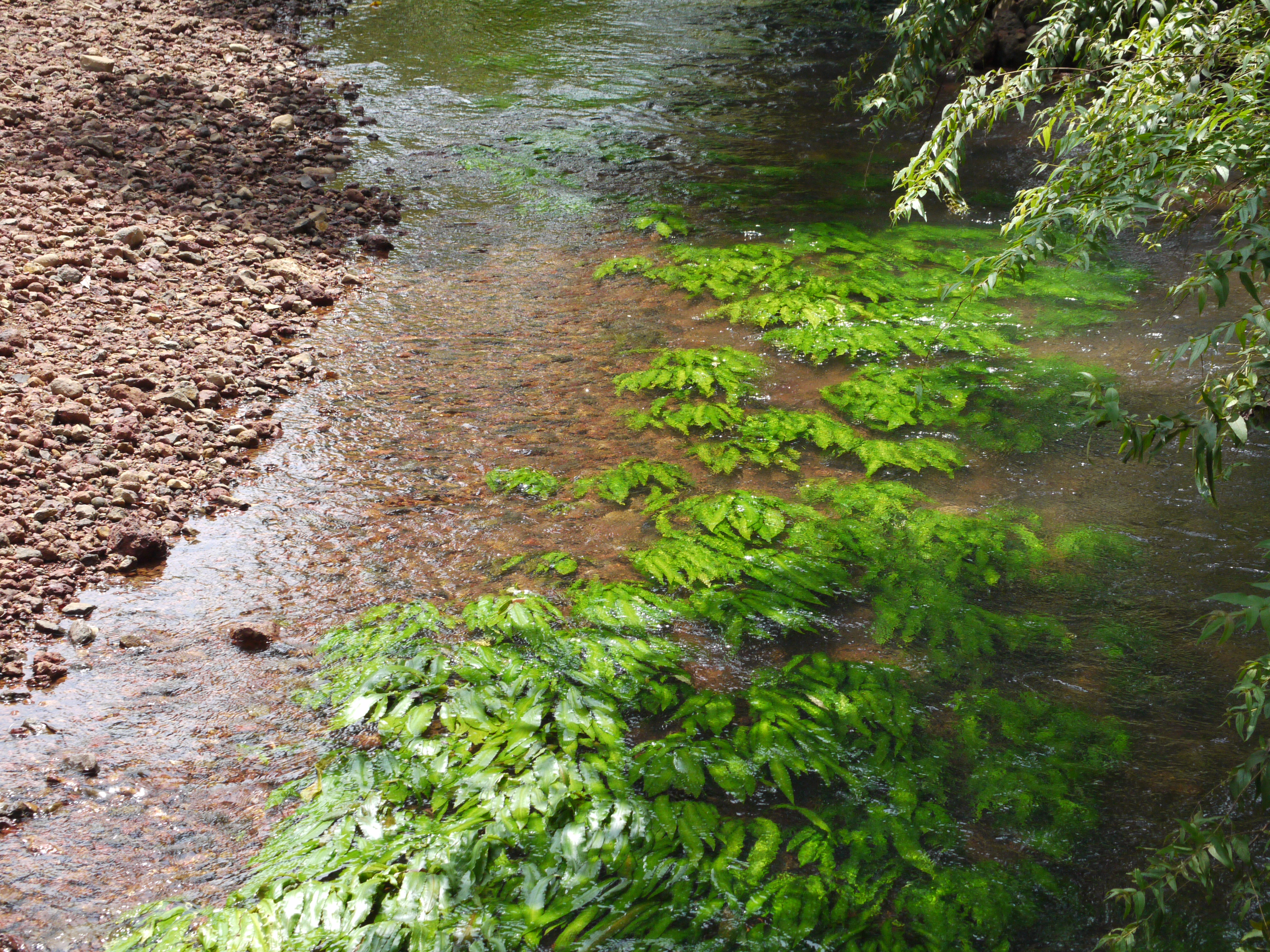
Cryptocoryne cognata, Thane, Inde
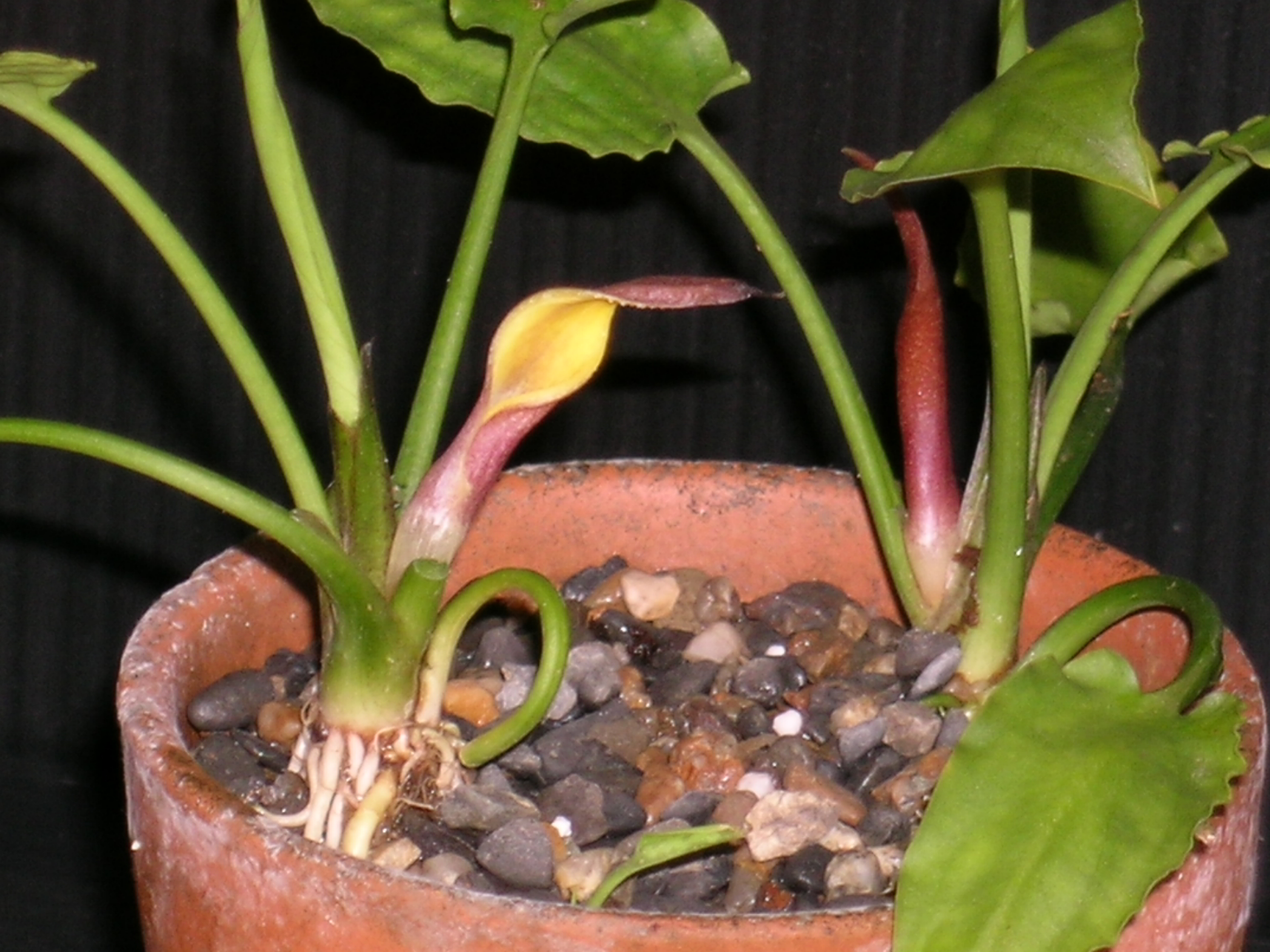
Fleur de "Cryptocoryne". Présentée comme Cryptocoryne pontederiifolia
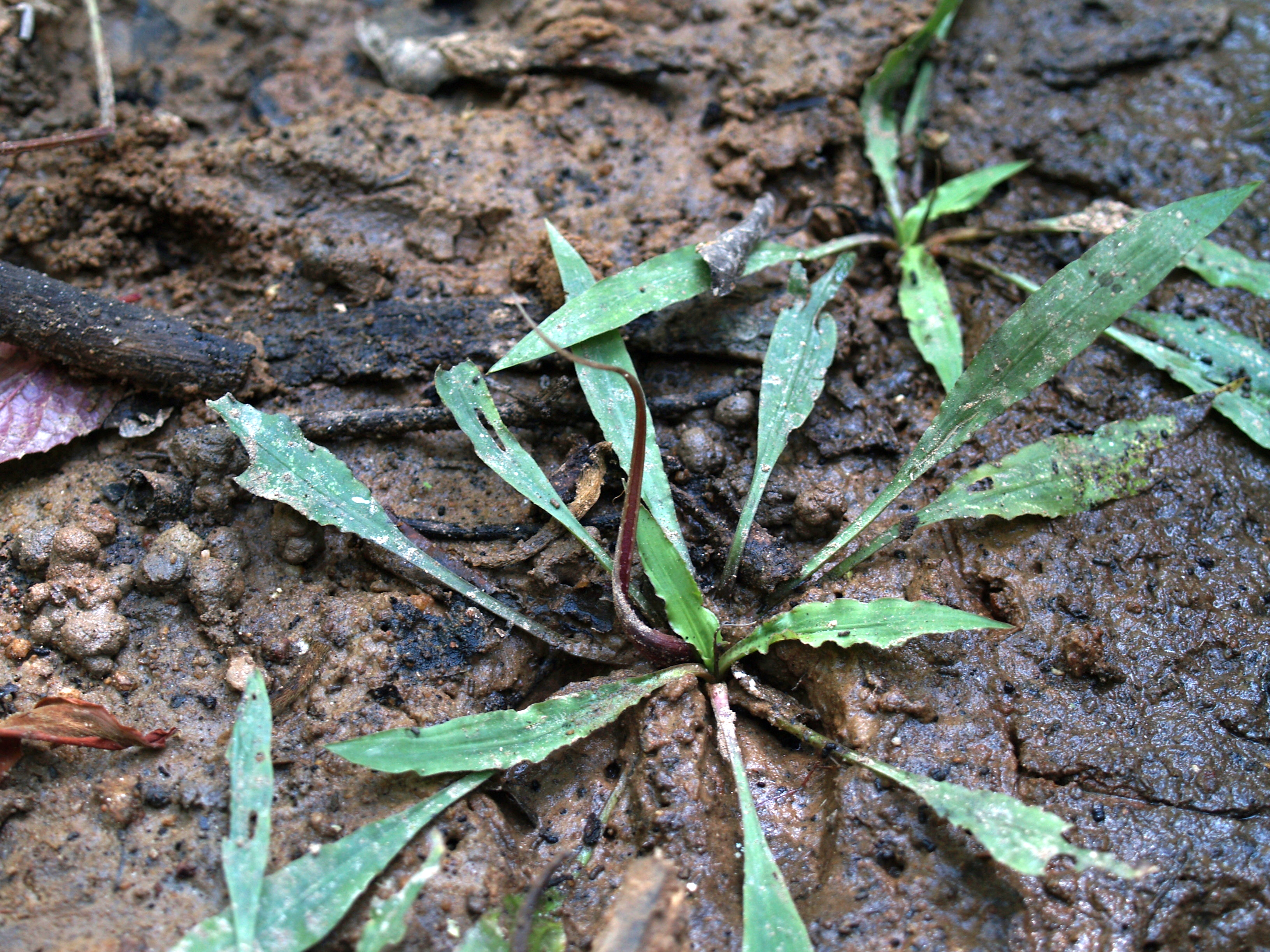
Cryptocoryne spiralis, Sud-Ouest de l'Inde
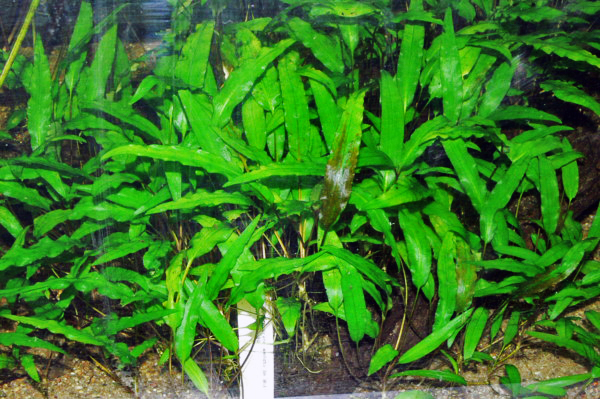
Cryptocoryne wendtii. La plus populaire des Cryptocoryne.
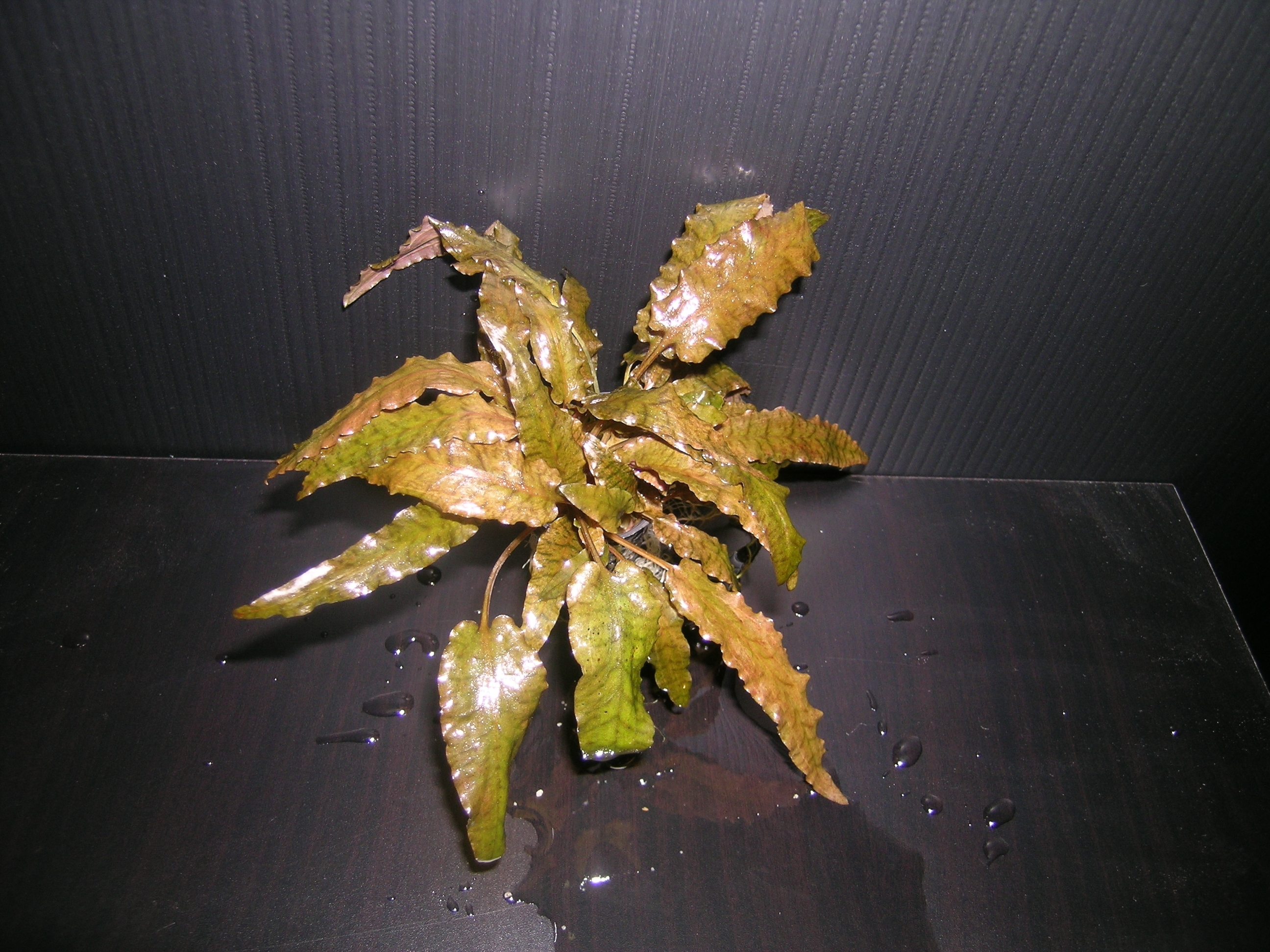
Une variété de Cryptocoryne  wendtii. Cultivée par "Tropica Aquarium Plants" (Société danoise).